# 3411 Debetencourt
3411 Debetencourt este un asteroid din centura principală, descoperit pe 2 iunie 1980 de Henri Debehogne.